# 風になりたい (川村ゆうこの曲)
『風になりたい』（かぜになりたい）は、川村ゆうこが1976年4月25日にフォーライフ・レコードから発売したデビューシングル。

## 解説
1975年に開催された『第1回フォーライフ新人オーディション』でグランプリを獲得し、翌76年にフォーライフレコード新人第1号としてデビューした川村ゆうこの初のシングルで、キャッチコピーは『5人目のフォーライフ』だった。
川村ゆうこのデビュー当時、拓郎は雑誌「フォーライフ」のインタビューで、「自分はテレビに出るとき一曲で勝負することができなかった。だから20分の時間をくれと言い続けてきた。でも、この曲は一曲3分間で聴く人を唸らせることができる」と豪語していた。
2006年のつま恋での吉田拓郎へのインタビューでも、今までに作った提供曲で一番気にいっている作品は何か？と尋ねられて、「風になりたい」を挙げた。
2009年には、セルフカバーアルバム『風になりたい〜Keep On Going』で、リメイクバージョンとして「風になりたい'09」が発表予定だったが、発売中止された。

## 収録曲

### Side:A
1. 風になりたい　－　(3分31秒)
  - 作詞・作曲：吉田拓郎、編曲：松任谷正隆

### Side:B
1. 街角　－　(2分38秒)
  - 作詞・作曲：川村ゆうこ、編曲：瀬尾一三

## スタッフ
- プロデューサー：吉田拓郎
- ディレクター：中村たつひこ
- レコーディング・エンジニア：種乱出伊
- 写真：田村仁
- デザイン：ギルハウス

## 沢田聖子によるカバー

### 収録曲
1. 風になりたい
  - 作詞・作曲：吉田拓郎、編曲：勝又隆一
2. せつなさを抱きしめて
  - 作詞・作曲：沢田聖子、編曲：安斎孝秋

日本新都市開発 CMイメージソング

## 我那覇美奈によるカバー

### 収録曲
1. 風になりたい　－　(4分27秒)
  - 作詞・作曲：吉田拓郎、編曲：深澤秀行
2. 左手で書いたラブレター　－　(3分25秒)
  - 作詞：春嵐、作曲：浜田省吾、編曲：MOZ

Fairlifeの1stアルバム『Have a nice life』に収録している楽曲のカバー。
3. 海へ来なさい　－　(4分02秒)
  - 作詞：井上陽水、作曲：星勝、編曲：MOZ

井上陽水の7thアルバム『スニーカーダンサー』に収録している楽曲のカバー。

## 中ノ森BANDによるカバー

### 収録曲
1. 風になりたい
  - 作詞・作曲：吉田拓郎、編曲：中ノ森BAND・小高光太郎

松竹配給映画『結婚しようよ』挿入歌
2. Pink Train
  - 作詞：SHINAMON、作曲：CHEETA、編曲：中ノ森BAND・Koma2 Kaz
3. 人間なんて
  - 作詞・作曲：吉田拓郎、編曲：中ノ森BAND・佐野貴幸

## その他のカバー
| 曲名         | アーティスト   | 収録作品                       | 発売日        | 備考         |
| ------------ | -------------- | ------------------------------ | ------------- | ------------ |
| 風になりたい | 吉田拓郎       | アルバム『俺が愛した馬鹿』     | 1985年6月5日  | セルフカバー |
| 風になりたい | 真心ブラザーズ | アルバム『PACK TO THE FUTURE』 | 2015年10月7日 |              |